# Curcuma sylvatica
Curcuma sylvatica là một loài thực vật có hoa trong họ Gừng. Loài này được Theodoric Valeton mô tả khoa học đầu tiên năm 1918. Tên bản địa là "badur".

## Phân bố
Loài này có tại Indonesia, với quần thể hoang dã có tại đảo Madura ở phía đông bắc đảo Java và có thể có ở quần đảo Sunda Nhỏ. Tuy nhiên, loài này được trồng rộng rãi ở Indonesia và phân bố tự nhiên không chắc chắn.

## Mô tả
Thân rễ mập thuôn dài thường ép dẹp, màu vàng bẩn, mùi thơm, vị đắng, nóng. Các nhánh uốn ngược lên trên. Củ trung bình, ruột màu vàng lưu huỳnh. Các nhánh non màu xanh lục-vàng. Cây non có hoa cao gần 1 m. Lá non gần như không cuống, 52 x 19,5 cm, hình elip-hình mác, nhọn gần như nhọn thon, lá trưởng thành có cuống dài 20 cm, thuôn dài-hình mác, đáy thuôn dài thon nhỏ, 66 x 10,7 cm. Gân lá non phía trên màu tía, với vết màu nâu trong phần ngang qua nhu mô, chạy dọc từ đáy tới đỉnh màu xanh lục, dễ dàng nhìn thấy phía dưới gân, phần còn lại màu xanh lục sẫm. Gân lá gần trưởng thành màu xanh lục, mép màu nâu, lá trưởng thành màu xanh lục thuần nhất. Lưỡi bẹ hẹp, rộng 1 mm, nhẵn nhụi. Bẹ lá nhẵn nhụi. Cụm hoa bên, với cán hoa cao khoảng 0,5 m. Cán hoa có bẹ, với ít lông tựa mấu nhọn áp ép. Cành hoa bông thóc lớn, nhiều lá bắc (tới 40); lá bắc có cuống, dài 25–42 mm, rộng đến 30 cm, phần hợp sinh đến 24 mm, chèn vào phía dưới cành hoa, đỡ hoa. Lá bắc hoa mở rộng vừa đủ thành một túi ngắn, hình trứng ngược rộng gần nhọn, thuôn tròn phía trên, rộng với đỉnh không rõ nét, hơi uốn ngược ở đỉnh, màu lục nhạt, đỉnh cùng màu. Lá bắc mào đến 13, hình elip-thuôn dài đỉnh có mấu ngắn, dài hơn lá bắc hoa, đỉnh màu tía ánh đỏ nhạt, phần dưới màu trắng, sọc giữa màu tía nhạt, xanh lục hay trắng. Hoa nhỏ, mọc thẳng, hơi thò ra ngoài lá bắc, màu kem, ống màu vàng nhạt, cánh hoa màu trắng tuyết, đỉnh cánh môi hở và cong xuống, dải giữa màu vàng chanh, xẻ 2 thùy rộng; màu trắng thạch cao với ánh hồng. Đài hoa dài trên một nửa ống tràng, răng lồi. Ống tràng trung bình, khoảng 2/5 chiều dài hoa, họng phồng. Cánh môi 2 x 1,8 cm, thùy giữa rộng rõ né, các thùy thuôn tròn. Nhị lép lớn, hợp sinh với chỉ nhị, dài 16 mm, rộng 10 mm, hình trứng ngược-thuôn dài, đỉnh thuôn tròn. Chỉ nhị dài 8 mm, hợp sinh khoảng nửa chiều dài với các nhị lép, bao phấn ngắn, không mào; cựa vuông góc, mô vỏ bao phấn nhỏ ngắn, đường khớp vỏ nhọn đáy, không chạy dọc. Nhụy lép dài 7 mm.
Về hình thái phát triển chung nó giống như C. zedoaria và C. xanthorhiza, nhưng vẫn có các khác biệt rõ nét với cả 2 loài này. Màu của thân rễ gần với của C. zedoaria, nhưng vàng hơn, các thân rễ sơ cấp dài hơn, các nhánh cong hơn. Màu đỏ trên lá non ít mãnh liệt, trong suốt nhiều hơn ở mặt dưới. Lá trưởng thành màu lục sẫm hoàn toàn. Cành hoa bông thóc khác với của C. zedoaria ở chỗ có một lượng lớn lá bắc (40 với 13 ở mào) màu xanh lục nhạt không với phần chóp màu tía, lá bắc mào màu dỏ ánh tía nhiều hơn, với phần dưới màu trắng và ánh đỏ sẫm ở C. zedoaria. Hình dạng của lá bắc cũng rộng hơn nhiều và tù hơn, không có mấu nhọn ở C. zedoaria. So sánh với nó, C. xanthorhiza có cành hoa bông thóc rậm hoa cao hơn với mào rất lớn màu tía mãnh liệt và các lá bắc với chóp màu tía. Hoa của C. zedoaria nhỏ hơn, ống hoa ngắn hơn, cánh môi rộng hơn và thùy giữa ít rõ nét, cánh hoa màu hồng nhạt. Hoa của C. xanthorhiza có cánh hoa màu đỏ và ống hoa dài hơn, gần như dài bằng phiến với họng (26 đến 30 mm).
Ở nhiều khía cạnh, như màu mào và lá bắc, màu hoa, lá trưởng thành màu xanh lục thuần, loài này là tương tự như C. mangga. Tuy nhiên, nó khác ở chỗ có kích thước của cành hoa và hoa lớn hơn nhiều, họng phồng nhiều hơn, rộng và ngắn hơn, thùy giữa cánh môi ít rõ nét hơn, cũng như màu của các lá non và các tính chất của thân rễ.